# Hohenheim (Stuttgart)
Pour les articles homonymes, voir Hohenheim.
Hohenheim est un quartier de la ville de Stuttgart, dans l’arrondissement de Plieningen, en Allemagne. La municipalité a été fondée en 1782. Elle est le siège de l’université de Hohenheim.